# Пожар на Благотворительном базаре
Пожар на Благотворительном базаре (фр. Incendie du Bazar de la Charité) произошёл 4 мая 1897 года на улице Жан Гужон в Париже. От разбившейся лампы быстро загорелось всё дощатое строение базара, что привело к гибели не менее 126 человек, в основном женщин, в том числе герцогини Алансонской.
Ежегодный благотворительный базар начали устраивать в Париже в 1885 году. Его организовывали французские аристократы, президентом комитета был барон Мако. За прилавками базара стояли знатные дамы. До года катастрофы он проводился по другую сторону от Елисейских полей, на улице Ла Боэси. В этот раз он был перенесён на свободное пространство на улице Жан Гужон, где была возведена продолговатая конструкция базара из сосновых досок, отделанная просмоленной драпировкой. Для интерьера во Дворце промышленности приобрели театральные исторические декорации.
В половину пятого дня 4 мая, когда на базаре находились до 1200 человек, в кинематографическом павильоне, находившемся в задней части базара, начался пожар: по утверждению управляющего павильоном, причиной стала разбившаяся лампа кинопроектора с горючей жидкостью. Огонь начал быстро распространяться по всему базару. Люди пытались вырваться на улицу, но далеко не все могли добраться до единственно известных передних дверей. Началась давка, люди бросались к большим красивым дверям, которые были лишь частью декораций. Настоящими были служебные двери в задней части базара, куда посетители начали выбегать не сразу. К тому же воспользовавшиеся этим путём люди попали в западню между стенами Отеля-дю-Пале и горящим строением. Повару отеля удалось сломать решётку в стене и вытащить полторы сотни пострадавших. На людей в горящем строении падала горящая смола, они сгорали заживо. Прибывшие через четверть часа пожарные мало что могли сделать, вскоре прогоревшая крыша базара рухнула на неуспевших выбраться. Через час после начала пожара базар полностью сгорел.
Точное количество погибших неизвестно, на мемориале кладбища Пер-Лашез указаны имена 126 жертв, хотя назывались и бо́льшие числа. Мужчин погибло менее десяти, отмечалось некрасивое поведение спасавшихся представителей сильного пола. Большинство тел обгорели, многие из них были лишены конечностей, некоторые так и не идентифицированы. Необгоревшие тела, как считается, принадлежали погибшим от давки. Тело герцогини Алансонской обгорело до неузнаваемости, она была идентифицирована по зубам. Кроме неё погибли многие аристократки: маркизы, графини, баронессы, виконтессы. Среди жертв были художница Камиль Моро-Нелатон, дивизионный генерал Гюстав-Жозеф Мюньер, жена испанского консула Флореса, 6 монахинь, двое детей пятилетнего возраста.
Панихида по погибшим состоялась 8 мая в Соборе Парижской Богоматери в присутствии президента Франции. Другие страны прислали на неё своих представителей, Россия делегировала посла Моренгейма и герцога Лейхтенбергского. Кардинал Ришар начал собирать пожертвования на выкуп земли места трагедии и постройки на ней часовни. В первую годовщину пожара был заложен первый камень часовни, открытой в 1900 году под названием капеллы Нотр-Дам-де-Консоласьон (Богоматери утешения).